# Камен Райдер (франшиза)
«Ка́мен Ра́йдер» (яп. 仮面ライダー, Камен Райда, букв. «Їздець у Масці») — японська медіафраншиза в жанрі токусацу, протагоністами якої є супергерої з переважними мотивами комах та мотоциклів у дизайні. Численні серіали, фільми та відеоігри франшизи є частиною спільного медіавсесвіту, до якого також належать «Супер Сентай», а також інші роботи компанії Toei про супергероїв, наприклад «Андроїд Кікайдер».
Деякі із серіалів франшизи були адаптовані для показу в інших країнах. Найвідомішими є два серіали США, орієнтовані на західного глядача: «Маскед Райдер» (1995) і «Камен Райдер: Дреґон Найт».
Франшиза ділиться на три епохи, за назвами періодів історії Японії: Сьова (до 2000 року; хоча політична епоха Хейсей розпочалася у 1989 році, за задумом Шьотаро Ішіноморі роботи до «Камен Райдер Кууґа» належать до періоду Сьова), Хейсей (з 2000 по 2019) і Рейва (з 2019).

## Історія

### Сьова
Серіал «Їздець в Масці» був заснований японським автором манґи, аніме і токусацу Шьотаро Ішіноморі (яп. 石ノ森 章太郎 Ishinomori Shōtarō) (1938—1998). Той базував первісну ідею на вже готовому матеріалі — в 1970-му році він випустив мангу «Скалл Мен», де фігурував чоловік у масці, котрий здійснював помсту своїм ворогам. Жорстка манга з напруженим сюжетом стала дуже популярною і навіть культовою в Японії. Для серіалу Ісіноморі додав до образу месника в масці теми кіборгів і мутантів, а також злочинної підпільної організації, взявши їх з іншої своєї манги — «Кіборг 009». За легендою Ісіноморі ніяк не міг вибрати остаточний вигляд нового героя з-поміж намальованих ним концептів. Ісіноморі довірив вибір своєму п'ятирічному синові, який вказав на малюнок героя в шоломі з рисами коника.
Концепцію було запропоновано Ісіноморі японській компанії «Toei», проте в початковому вигляді вона була відкинута. Протагоніст, замість бути мутантом, здатним перетворюватися на чудовисько, став кіборгом, який трансформуватиметься в броньованого супергероя за допомогою спеціального пояса. Цільова аудиторія серіалу була визначена як дитяча, хоча в підсумку серіал демонстрував доволі жорстокі сцени.
3 квітня 1971-го року серіал стартував в Японії, являючи собою продукт спільного виробництва «Toei» і самого Ісіноморі.
У 1989 «Камен Райдер Black RX» завершився і Шотаро Ісіноморі вирішив продовжити його фільмами. В Японії почалася епоха Хейсей, проте фільми про Їздців у масці від Ісіноморі умовно зараховуються до епохи Сьова за використання оригінальних ідей автора. Для повернення своїх героїв Ісіноморі вирішив реалізувати їх ранній варіант, де Їздець був органічним мутантом із зовнішністю комахи.

### Хейсей
Друга половина 1990-х років вважається часом, коли франшиза перебувала в застої. 28 січня 1998-го року Шьотаро Ішіноморі помер, не залишивши ідей щодо нових творів про Їздців у масці. Однак компанія «Toei» купила після смерті Ішіноморі його компанію, а з нею отримала і всі права на «Камен Райдера», після чого в 1999-му році всередині «Toei» було вирішено спробувати відновити франшизу. Як перший крок, в січні 2000-го року в Токіо відбулося грандіозне шоу-концерт, де взяли участь багато акторів — виконавці ролей попередніх Камен Райдерів, а також співаки, які в оригіналі виконували пісні з саундтреків до серіалів.

## Особливості франшизи
- Хеншін (буквально «перетворення») — слово, яке вимовляється перед перетворення людини на супергероя, часто з яскравими спецефектами. Воно або прямо активує процес перетворення, або вживається як обов'язковий атрибут. Цю назву отримав і сам прийом такого перетворення, хоча в інших франшизах використовуються інші слова (наприклад, «Екіпіровка!» чи «Пуск!»). У франшизі були винятки, коли застосовувалося інше слово. В «Камен Райдер Амазон» «А-ма-зон!», в «Камен Райдер X» «Set up!», а в «Камен Райдер Хібікі» хеншін відбувався взагалі без слів. Перетворення відбувається за допомогою спеціального поясу. Залежно від серіалу, поясом або може користуватися будь-хто, або конкретна людина, наприклад, та, яка одягне його першою. Пояс діє сам, або для його активації потрібен інший спеціальний предмет (карта, мобільний телефон, магічне кільце тощо). Винятком є серіал «Камен Райдер Хібікі», там не було поясів, а використовувалися магічні інструменти онкаку.
- Фінішер — фінальний удар у битві чи постріл, як правило, смертельний для противника. Найвідомішим є Райдер Кік — удар ногою після стрибку.
- Кросовер між героями різних серіалів. Традиційною є поява героїв наступного серіалу в останніх епізодах попереднього. Як правило, вони з'являються на кілька хвилин, щоб допомогти в боротьбі з противником. Крім того кросовер може відбуватися в повнометражних фільмах.

## Серіали

### Сьова
- «Камен Райдер» (1971—1973): чоловік Такесі Хонго був насильно перетворений на кіборга фашистською організацією «Шокер». Але йому вдається втекти перед «промивкою мізків» і тепер, володіючи тілом кіборга, він береться протистояти її планам із захоплення світу.

Тут заклалися основи франшизи, що Камен Райдер носив костюм, перемагав противників-чудовиськ у бою, використовуючи прийоми бойових мистецтв, а потім знищував за допомогою спеціальних фінішних атак. Також застосовувався фантастичний мотоцикл, який і дав назву супергероєві — Їздець в Масці.
Оскільки рейтинги перших епізодів були не такими високими, як очікувалося, постало питання про закриття проекту. Проте потім до серіалу було введено другого Камен Райдера на ім'я Хаято Ітімондзі, врятованого із застінків «Шокера» Такесі. Фактично він замінив першого Їздця у Масці, хоча був другорядним героєм. Насправді актор Хіросі Фудзіока, який грав Такесі Хонго, отримав складний перелом ноги на зйомках і кілька місяців не міг зніматися, тому й ввели нового Їздця у Масці у виконанні актора Такесі Сасакі. Після введення другого героя Їздці називалися «Камен Райдер 1» і «Камен Райдер 2».
Стилістика серіалу еволюціонувала від напівготичної похмурості перших епізодів до яскравих і насичених дією ближче до фіналу. До серіалу було внесено дещицю гумору, колоритних персонажів, патетику, а також стилістику аніме про супергероїв. Все це зумовило величезний успіх серіалу в Японії. До нього було випущено супутню мангу, що загалом повторювала сюжет серіалу.
Популярність, що прийшла до «Їздця в Масці», призвела до того, що серіал, замість планованих 36 епізодів, розтягнувся на 98 і закінчився тільки в лютому 1973-го року.
- «Камен Райдер V3» (1973—1974): на юнака Шіро Казамі полює синдикат «Дестрон». Шіро рятує його вчитель, Такесі Хонго з напарником Хаято Ітімондзі. Той віддячує їм порятунком Камен Райдерів з пастки, але сам зазнає тяжких ран. Супергероям доводиться перетворити його на кіборга V3 і Шіро стає разом з ними на захист справедливості.

У цьому серіалі вперше було випробувано концепцію додаткового Райдера — Райдермена, що згодом приєднався до Камен Райдерів 1, 2 і V3. Роль V3 стала першим великим здобутком для Хіросі Мііуті — майбутньої зірки токусацу 1970-х і наступних років. серіал тривав 52 епізоди.
- «Камен Райдер X» (1974): студент-робототехнік Кейске Джин переживає напад на лабораторію свого батька злочинної організації «G.O.D». Перед загибеллю батько перетворює сина на кіборга з метою врятувати його життя. Той береться помститися лиходіям і завадити їхнім планам.

Незважаючи на ряд нових знахідок, таких як затвердження загального всесвіту всіх Камен Райдерів з обов'язковими зустрічами героїв різних серіал, серіал не здобув значної популярності. Також у ньому виявилася тенденція, яка потім чітко простежувалася у фпаншизі аж до 90-х років — набагато більша увага приділялася не самому герою як людині, а його ролі Райдера. Самі герої як люди часто поставали стереотипними «хорошими хлопцями», акцент же робився на їх іпостасі Їздців у Масці; образ супергероя домінував над образом його носія. Також у серіалі утвердився набір атрибутів Камен Райдера, де він — кіборг, чоловік, на мотоциклі, з поясом для перетворення і т. д. Тривав 35 епізодів.
- «Камен Райдер Амазон» (1974—1975): вихований індіанцями Амазонії японець Дайсуке Ямамото живе в племені, та одного разу на них нападає чудовисько, шукаючи магічний амулет. Останній індіанець вручає Дайсуке цей амулет перед загибеллю. Повернувшись до Японії, Дайсуке виявляє здатність перетворюватися на воїна Амазона і розкриває злочини організації Ґеддон, яка прагне панування над світом.

Четвертий серіал став експериментом з образом Їздця в Масці, почасти повертаючись до первісної концепції героя-мутанта. Серіал був наповнений сценами жорстоких розправ протагоніста над ворогами, а сам Їздець Амазон замість комахи нагадував людиноподібну амфібію. Свою силу він вперше в серіалі черпав не з технологій, а з магії. З огляду на те, що історія про Камен Райдера Амазона викликала більше шоку і обурення, ніж популярності, серіал був завершений всього за 24 епізоди. У цей же самий час Ісіноморі займався деякими іншим своїм проектами, одним з яких став «Хіміцу Сентай Ґоренджер» — перший серіал із франшизи «Супер Сентай».
- «Камен Райдер Стронґер» (1975): Сігеру Джо навмисно проникає в угрупування «Чорний Сатана» і добровільно стає кіборгом, щоб помститися лиходіям за вбивство свого друга.

Шотаро Ісіноморі вирішив завершити історію Камен Райдерів цим серіалом. У ньому було зроблено першу спробу ввести Камен Райдера жіночої статі, який отримав ім'я Електромагнітно-хвильова людина Такл або просто Такл. Костюм Такл був заснований на жуку-сонечку, у фанатів як персонаж вона викликала здебільшого тільки суперечки, і залишилася не до кінця реалізованою, а тому в майбутньому практично ніколи не потрапляла в списки Райдерів. Крім того, в серіалі зауважувалася надмірна кількість «героїчних» поз і діалогів, що зробило його комічним. Тривав 38 епізодів. Після закінчення серіалу в січні 1976-го року вийшов спеціальний епізод про всіх сімох Райдерів, в якому серіал офіційно закінчився.
- «Камен Райдер» (1979—1980): робототехнік Кейтаро Шідо був викрадений злочинною організацією «Неошокер» для створення кіборгів, але обертає проти неї пораненого знайомого, Хіросі Цукубу. Той стає героєм Скайрайдером, названим так через здатність літати, і починає боротьбу з «Неошокером», щоб помститися за вбиту родину.

Шотаро Ісіноморі перед цим займався серіалом «Ґоренджер», а потім — «JAKQ» (1977). Однак, порівняний неуспіх останнього серіалу в 1977-му році і відсутність, як здавалося Ісіморі, якихось перспектив у цього напряму в майбутньому, змусили його назавжди покинути «Супер Сентай» і на початку 1979-го року повернутися до «Їздця у Масці». У жовтні 1979-го року стартував новий серіал, який спочатку мав бути римейком оригіналу і тому носив назву «Камен Райдер». У процесі розвитку сюжету було вирішено звести Скайрайдера зі старими Їздцями у Масці, а тому серіал був перейменований в «Скайрайдер». Широка епізодична участь попередніх Їздців (20 з 54 епізодів), і модернізація зовнішнього вигляду нового Їздця відродили серіал, хоча і не повернули йому колишньої популярності початку 70-х років. Тривав 54 епізоди.
- «Камен Райдер Супер-1» (1980—1981): космонавт-кіборг Казуя Окі єдиний переживає напад на наукову станцію злочинців з організації «Царство Догма». Опанувавши бойовими мистецтвами, він береться протистояти лиходіям, які виявляються прибульцями з космосу.

Тривав 48 епізодів. Після закінчення цього сьомого за рахунком серіалу в жовтні 1981-го року, Ісіноморі знову покинув франшизу. Однак незабаром, в 1982-му році, був випущений комікс із 13-ти випусків «Камен Райдер ZX», в якому були використані ідеї, які Ісіноморі не реалізував в планованому продовженні «Камен Райдер Супер-1». Комікс мав успіх і відродив надії фанатів, що серіал воскресне й на екрані.
Восени 1983-го року компанія «Toei» оголосила, що спільно з Ісіноморі збирається знову запустити «Камен Райдера» на екрани. Повернення мало стати масштабним, а новий серіал мав стати екранізацією коміксу. Компанія «Toei» провела широку рекламу прийдешнього серіалу, який отримав за ім'ям головного героя назву «Камен Райдер ZX» (причому брати в ньому участь повинні були всі попередні Камен Райдери). Проте потім, визнавши рейтинги двох попередніх серіалів занадто низькими для реалізації продовження, Toei скасувала серіал після зйомок перших двох пілотних епізодів нового серіалу. «Toei» довелося вибачатися перед фанатами, так і не пояснивши причини зриву серіалу (це зробили тільки в 2006 році). Відзнятий матеріал був змонтований у телевізійний фільм і показаний у січні 1984-го року на японському телебаченні. На цьому історія «Камен Райдера ZX» закінчилася, а відродження серіалу не відбулося.
- «Камен Райдер Black» (1987—1988): юнак Котаро Мінамі був перетворений на кіборга таємничим культом Голгом, щоб стати його новим лідером, але втік перед завершенням кіборгізації та стає на захист добра.

Випуску серіалу передували тривалі й ретельні приготування до нового повернення на екрани. Так, тільки актора на головну роль шукали кілька місяців серед 400 кандидатів і в підсумку вибрали актора-непрофесіонала Тецую Курато. Новий серіал дещо змінив образ Камен Райдера, прибравши частину патетики, поз і спрямованість на дитячу аудиторію. Заключна частина серіалу була сповнена драматизму і протистояння Мінамі Котаро і Місячної Тіні, який став дуже популярним. Сам по собі серіал «Камен Райдер Black» також здобув величезний успіх завдяки своїй цікавій історії, постановці боїв і колоритним персонажам. Тривав 52 епізоди.
- «Камен Райдер Black RX» (1988—1989): Котаро Мінамі викрадають іншопланетяни та вимагають служити їм. Коли той відмовляється, його викидають в космос, але під дією радіації Котаро не гине, а перетворюється на ще сильнішого героя та стає на шлях боротьби із загарбниками.

Успіх «Камен Райдер Black» був таким великим, що відразу слідом за його закінченням восени 1988-го року стартувало продовження зі збереженням головного героя, «Камен Райдер Black RX». Їздець вперше мав кілька форм костюма (тут три), а в двох серіях з'являвся Місячна Тінь. Тривав 47 епізодів.

### Хейсей
- «Камен Райдер Кууґа» (2000): .нак Юсуке Годай виявляє зв'язок з нещодавно знайденим магічном поясом, через який успадковує силу древнього воїна Кууґи, що боровся з демонами Гронгами. В наш час вони повернулися до життя і вбивають людей для свого культу, чому тільки Кууга виявляється здатний завадити.

Оскільки компанія «Toei» вже багато років тримала своєю основною франшизою «Супер Сентай», то в цьому серіалі концепція багато в чому базувалася на цьому серіалі: Райдер більше не був кіборгом, а його пояс для перетворення більше нагадував морфер Рейнджерів, оскільки тепер виникав до активації перетворення, а не в процесі. Сама франшиза стала більш видовищною. Кууґа мав багато форм і бився за підтримки своїх друзів. В цілому серіал являв собою низку локальних історій, мало пов'язаних між собою, в кожній історії Кууга зустрічався з новим Гронгом, програвав йому, потім відкривав нову форму або атаку і перемагав Гронга, при цьому вирішуючи якусь моральну, етичну, моральну, чи іншу проблему себе, або своїх друзів (найчастіше це ніяк не було пов'язано з конкретним монстром). Епізоди були наповнені довгими діалогами, які перемежовувалися болями Кууґи і монстрів.
Незважаючи на окремі огріхи виробництва, пов'язані з відсутністю досвіду, серіал «Камен Райдер Кууґа» отримав величезний рейтинг завдяки новим глядачам, незнайомими з франшизою. При цьому багато старих фанатів не прийняли Райдера Кууґу за спадкоємця минулих героїв. Тривав сепіал 49 епізодів.
У 2002-му році було випущено мангу в 5-ти розділах (об'єднаних у 2 частини), яка пояснювала багато аспектів міфології Кууґи, наприклад, докладно розповідав історію древнього попередника сучасного Кууґи.
З цього серіалу в франшизі закріпилося положення про декілька форм Райдерів (зазвичай не менше 2). Сам Кууга надовго став чемпіоном за кількістю форм — у нього їх було 11. Крім того, тепер всередині серіалів самі Камен Райдери часто так не називалися, їх називали за певною визначальною характеристикою. Також, Райдерам стало необов'язково робити «Райдер Кік», а якщо він і був, то рідко так називався. Дія з локальних боїв з монстрами в кожному епізоді перетворилося на наскрізну історію з безліччю регулярних побічних героїв.
Натхненна успіхом «Камен Райдера Кууґи», компанія «Toei» вирішила продовжити відновлення франшиз і знову зробила її регулярною з повноцінними (50 епізодів) щорічними серіалами і обов'язковими супутніми повнометражними фільмами. Нові серіали тепер виходили у січні-лютому кожного року і тривали до січня-лютого наступного. «Старі» серіали (часу Ісіноморі) отримали позначення «Ера Сьова», а «нові» — «Ера Хейсей».
- «Камен Райдер Аґіто» (2001): Шоїчі Цугамі, який втратив пам'ять, виявляє здатність перетворюватися на воїна Аґіто. В цей час поліція за підтримки високотехнологічного Камен Райдера G3 бореться з монстрами Невідомими та виявляє, що Агіто, попри його неясну природу, може бути їм корисним.

Цей серіал повернув у франшизу наявність в одному серіалі відразу декількох Райдерів і зробив відмінною рисою нових «Їздців у Масці» заплутаний сюжет, інколи неясний до останніх епізодів. Відтепер франшиза була не тільки видовищною, але і заплутаною, зі складними життєвими конфліктами героїв між собою. Увага приділялася всім Райдерам серіалу, число яких не обмежувалася (в даному серіалі — 4). У порівнянні зі старими серіалами, набагато більше уваги стало приділятися не Райдеру як супергерою, а Райдеру як людині, його характеру і переживанням. До серіалу стало обов'язково знімати фільм, який зазвичай являє собою або альтернативну історію серіалу, або його приквел, або особливий епізод. У такому фільмі обов'язково повинен був з'явиться мінімум один новий Райдер, створений спеціально для цього фільму.
У сенсі містики, незрозумілого джерела сили, серіал продовжував попередній, у тому числі схожим дизайном головного героя і згадкою Кууґи в сюжеті. На відміну від «Кууґи», в «Аґіто» був наскрізний сюжет. Завдяки «Аґіто», у франшизі досить чітко виділилося два основних типи Райдерів — ті, які отримували силу від високотехнологічних пристроїв (G3), або ж від містичного джерела (Аґіто). Серіал «Камен Райдер Аґіто» в момент закінчення трансляції на початку 2002-го року мав більший рейтинг, ніж попередній. Аґіто остаточно закріпив повернення Їздців у Масці як постійне субкультурне явище, міцно ставши другим головним серіалом компанії «Toei» поряд із «Супер Сентай». Тривав 51 епізод.
- «Камен Райдер Рюкі» (2002): існує Війна Райдерів — своєрідна гра, де 13 Камен Райдерів, що володіють фантастичними обладунками, повинні битися в Дзеркальному Світі, де все навпаки, з монстрами і один з одним. Переможець у цій сутичці отримає право на виконання будь-якого бажання.

Серіал довів число Райдерів в одному серіалі до 15 (рахуючи з фільмом і спеціальним епізодом до серіалу). Він продовжив розвиток ідеї Камен Райдерів: мотоцикли тепер могли бути не у кожного Райдера, а костюм Камен Райдера не обов'язково стилізований під вигляд комах. Було вперше введено використання напівмагічних карт для здійснення атак, а також монстра, який дарував сили героєві та бився на його боці. Камен Райдери відмовилися від безлічі схожих один на одного форм. Тепер тільки у головних Райдерів було лише по 2-3 форми, кожна наступна була вдосконаленням попередньої. Також у цьому серіалі (фільмі до серіалу) з'явився перший офіційний Райдер-жінка — Камен Райдер Фемм, а ряд Камен Райдерів були виражено негативними персонажами. Крім того, саме в цьому серіалі стала масово використовуватися вже досить якісна комп'ютерна графіка.
Опора серіалу не на битви Райдерів з монстрами, а одних Райдерів з іншими, значно вдарила по рейтингу, оскільки багато глядачів виявилися не готові до настільки різкої зміни традиційної концепції, хоча в другій половині серіалу рейтинги піднялися. Однак серіал все ж вважається повним через кількість епізодів, яких було 50.
- «Камен Райдер 555» (2003): низка людей після того, як опинилися на межі смерті за трагічних обставин, пробудили в своїх тілах здатність до еволюції в істот орфеноків. Ці чудовиська згуртувалися проти людей, вважаючи себе вищою формою життя. Для захисту свого короля орфеноки створили три високотехнологічних пояси, за допомогою яких можна одягнути спеціальні обладунки, але пояси потрапляють в руки звичайних людей, котрі стають на захист свого виду.

Цей серіал був дещо більш традиційним, почасти повернувшись до звичного образу Їздців у Масці. Число Райдерів зменшилася (Файз, Кайза і Дельта в серіалі і Псайга і Орга у фільмі), однак різко зросла напруженість відносин між ними. Кожен персонаж, окрім головного героя, став неоднозначним. Увага значною мірою приділялася персонажам, що не були однозначно пов'язаними з поясом Райдера. В цьому серіалі у кожного пояса був свій основний носій, який і вважався офіційним Райдером, але герої могли і обмінюватися поясами. Основа сили Райдерів цього разу була суто «науковою», а в сюжеті були відсутні однозначно позитивні або негативні герої. Широко застосовувалися «Райдер Кіки» і трансформовувані мотоцикли. Тривав 50 епізодів.
- «Камен Райдер Блейд» (2004): 10000 років тому в битві демонів було вирішено який вид правитиме планетою. Перемога дісталася людині, але в наш час археологи знаходять запечатаного демона і починається нова битва. Організація B.O.A.R.D. обирає Казуму Кензакі та ще низку людей для участі в цьому змаганні.

14-й серіал франшизи практично не містив у собі нових деталей, запозичуючи і узагальнюючи деталі попередніх серіалів. Чотири Камен Райдери цього серіалу (Блейд, Гарра, Каліс і Леангл, у фільмі також з'явилися Глейв, Ланс і Ларк) використовували тему покеру, ділилися за мастям і використовували спеціальні карти. Всі монстри — Безсмертні, також були «картами» покеру. При цьому їх не можна було вбити — після поразки монстрів заточували в карти і далі Райдер використовував їх в бою.
У серіалі було багато ефектних боїв і їх продумана хореографія. З іншого боку сюжет повільно розвивався і мав багато запозичень з попередніх серіалів, а також не пояснював підґрунтя сюжету. Хоча для підвищення рейтингу друга половина серіалу була довірена іншій команді творців і ті прискорили й удосконалили сюжет, ці зусилля не дали очікуваного ефекту. «Камен Райдер Блейд» до 2012 року мав найнижчий рейтинг з усіх серіалів XXI століття. У серіалі вийшло 49 епізодів.
- «Камен Райдер Хібікі» (2005): підліток Адачі Асуму прибуває для зустрічі з родиною на острів, де знайомиться з Хібікі — одним з добрих оні, що борються з демонами макамоу. В цей час на острові дедалі частішають напади макамоу, тож оні мусять повернутися до захисту людей.

Цей серіал був реалізацією стороннього проекту, творцем якого був Сігенорі Такадера, тому належить до франшизи тільки формально. Через нетрадиційний сюжет, образ Їздців без поясів і мотоциклів, і заснованість на японському фольклорі, багато глядачів не розглядали «Хібікі» як частину «Камен Райдера». З іншого боку, частина глядачів схвалила зміни і розцінила їх дуже вдалими. Перша половина серіалу була витримана в дусі традиційної японської міфології та фольклору, використовувала в музиці народні інструменти та стилістику театру кабукі. Проте надалі виробництво перейшло до іншої групи творців на чолі з Сінічіро Сіракурою (противником Такадери, який боровся з ним за концепцію серіалу ще на початку виробництва), які дотримувалися більш традиційних поглядів на Райдерів і відкинули безліч ідей першої команди, включаючи частину вже знятих епізодів. У результаті друга половина серіалу була спеціально зроблена відповідно до канонів класичних серіалів. Тим не менш, «Хібікі» підняв впалі рейтинги серіалу, хоча в порівнянні з «Блейдом» цей підйом був незначний. Серіал мав 48 епізодів.
- «Камен Райдер Кабуто» (2006): секретна організація ZECT бореться з іншопланетянами Червами, занесеними на Землю астероїдом. Нею розроблено костюми Камен Райдерів, але несподівано для всіх потужний костюм Кабуто приймає нікому не відомого Сойджі Тендо як власника.

Серіал формально був присвячений 35-річчю франшиз і тому включав в себе багато деталей, які були присутні в класичних серіалах. Численні Їздці (8 у серіалі, і 3 у фільмі до серіалу) знову почали називатися власне Камен Райдерами, а частина з них, в тому числі і головний герой Кабуто, отримали іменований удар «Райдер Кік». Всі Райдери були знову засновані на комахах (жуки, бджола, бабка і т. д.). Майже кожен Камен Райдер мав відпочатку дві форми — «обтяжену» і «полегшену», і міг переходити у «прискорений» режим для битв з монстрами з космосу — винятково стійкими і швидкими Червами, занесеними на Землю астероїдом, які могли маскуватися під людей. Вперше в серіалі на боці Райдерів билися регулярні війська. Головний герой Тенді Содзу вирізнявся початковою зверхністю і байдужістю до подій навколо. У другій частині серіалу він отримав більш традиційного і емоційного напарника Гаттака. Друга половина серіалу зазнала поспішної переробки із введенням нових героїв та пришвидшенням сюжету. Однак успіху, який від нього очікували, серіал не досяг. У серіалі вийшло 49 епізодів.
- «Камен Райдер Ден-О» (2007): добродушний невдаха Рьотаро Ногамі волею випадку отримує технологію з потягу часу Денлайнера і стає Їздцем в Масці Ден-О. Тепер він мусить протистояти духам Імаджінам, котрі проникають з майбутнього в минуле аби знищити історію.

Кожна форма героя була самостійною особистістю, коли в тіло Їздця вселявся (часто проти його волі) дух Імажін. Повернувшись до ідеї багатьох форм Камен Райдера, серіал також додав багать новинок, наприклад, багато монстрів в цьому серіалі після поразки виростали до величезних розмірів, і тоді Денлайнер трансформувався в бойову форму. Тривав 49 епзодів.
Хоча безпосередні телевізійні рейтинги не вирізняли серіал, персонажі-Імажіни стали вельми популярними. Вперше персона і особистість самого Камен Райдера серіалу виявилася на другому плані. Загальна медійна популярність франшизи «Ден-О» призвела до того, що формально завершений серіал не закінчився насправді, продовжуючись супутньою продукцією.
- «Камен Райдер Ківа» (2008): боязкий і відлюдькуватий Ватару Куренай, володар таємничої сили Ківи, бореться в 2008-му році з вампірами Фангайя, в той час як його майбутній батько-ловелас бореться з ними ж у 1986-му.

Перша половина серіалу розвивалася мляво, що знову призвело до значного падіння рейтингу. У підсумку, в середині серіалу Ківа, а також другий головний Райдер серіалу Іха вдосконалили костюми і далі застосовували тільки ці форми, практично не повертаючись до старих. Друга половина серіалу була максимально прискорена й ускладнена за рахунок введення нових персонажів. Рейтинги серіалу в підсумку це дещо підняло, але Ківа був завершений за 48 епізодів — мінімальну на той час тривалість в періоді Хейсей.
- «Камен Райдер Декейд» (2009): фотограф-невдаха Цукаса Кадо разом з кількома друзями подорожує паралельними світами, кожен з яких є альтернативним всесвітом певного серіалу «Камен Райдера» періоду Хейсей, аби не допустити їх катастрофічного злиття. Заразом він прагне з'ясувати своє минуле, якого не пам'ятає.

Декейд умів перетворюватися на всіх головних Камен Райдерів останньої декади (звідки й назва), а другий Райдер серіалу — Діенд — умів викликати у вигляді привидів-маріонеток всіх другорядних Райдерів. Декейд і Діенд були ворогами, оскільки Діенд подорожував не заради порятунку свого світу, а заради отримання сили інших Райдерів. Одним з товаришів Декейда був Камен Райдер Кууґа з однойменного серіалу 2000-го року (але в іншому виконанні і з іншою історією).
Після показу перших 19 епізодів, які мали невисокі рейтинги, творці зробили тему подорожей Декейда світами детальнішою, тепер Декейд потрапляв у світи, де вроздріб зустрічався з різними минулими додатковими Райдерами, ворогами, і деякими головними Райдерами епохи Сьова (а саме — з двома Мінамі Котаро і Амазоном) і навіть з Шінкенґерами з «Супер Сентай» того ж року. Як говорили творці серіалу, вони самі не мали фіналу сценарію Декейда в момент початку зйомок. У вересні 2009-го року на 31-му епізоді серіал був завершений, причому головний актор Масахіро Іноуе згодом зізнався, що з самого початку так і планувалося. Повноцінне закінчення сюжету було перенесено в новий фільм «Movie-війна 2010», який вийшов в грудні 2009-го року і був злиттям трьох фільмів: кінця Декейда, прологу до наступного серіалу і кросовера між цими Райдерами.
- «Камен Райдер W (Дабл)» (2009—2010): двоє молодих детективів, Шотаро Хідарі і Філіп, розслідують випадки перетворення людей на монстрів Допантів. Вони виявляють, що причиною є пристрої ҐайяМеморі, які розповсюджує з неясною метою впливова родина Сонозакі.

До закінчення «Декейда» в «Toei» заговорили про те, що після нього можуть запустити ще один серіал з героями «Ден-О». Однак поступово ця ідея трансформувалася в новий незалежний серіал, який, однак, повинен був запозичувати найкращі риси «Ден-О», насамперед гумор. Серіал в результаті отримав назву «Камен Райдер W (Дабл)» і стартував у вересні 2009-го року, порушивши традицію, за якою серіали починалися і закінчувалися в січні-лютому кожного року. Сюжет використовував метод дилогій — в першому епізоді напарники отримували замовлення на нове розслідування, зустрічали Допанта, програвали йому, а в наступному дізнавалися хто він і перемагали, після чого здавали в поліцію. Костюм Дабла був зроблений з двох половин різного кольору, де при перетворенні дві людини зливалися в одного Камен Райдера з роздвоєною особистістю (один з героїв покидав своє тіло і переміщався в тіло іншого). Згодом з'явилася форма, в якій тіла героїв зливалися в одному Райдері, що складався з трьох сегментів. Монстри в серіалі були звичайними людьми і подібно до Дабла перетворювалися на монстрів за допомогою USB-пристроїв ҐайяМеморі. Фінальними атаками Райдери не вбивали монстрів, а просто розбивали їхні USB-пристрої. Крім того, герої використовували у своїх розслідуваннях маленьких роботів-трансформерів, які трансформувалися зі звичайних побутових приладів.
Серіал вже після прем'єри мав значний успіх, а на стадії виходу шостого епізоду був визнаний одним з найкращих серіалів франшизи. Спочатку будучи комічним, серіал швидко став похмурішим, намагаючись наслідувати нуар. Ширилися чутки, що серіал закінчиться на 52-му епізоді, але в підсумку фінальним став 49-й.
Цей і випущені пізніше серіали інколи називають Новою Хейсей-ерою, або пост-Декейдом за характерні особливості. Серед них виділяють:
- - Новий період трансляції (старт у вересні і завершення в серпні, згодом ці дати змістилися на вересень-жовтень);
  - Літні фільми до серіалу за місяць до початку наступного;
  - Зміна англомовної назви «Masked Rider» на «Kamen Rider»;
  - Виділення пари головного і другорядного Райдерів, навіть якщо їх більше двох (напр. «Камен Райдер W»: Дабл і Аксель; «Камен Райдер Форз»: Форз і Метеор);
  - Пояси називаються Драйверами (Дабл Драйвеп, ООО Драйвеп, Форз Драйвеп, ВізарДрайвер, Сенґоку Драйвер);
  - Мініатюрні роботи-помічники, які досі зустрічалися тільки в «Хібікі»;
  - Кожен головний Райдер має, крім стандартної, посилену червону і жовту або золоту форму костюма;
  - У всіх серіалах пост-Декейда є Райдер-жінка;
  - Дружній персонаж з загадковим минулим, пов'язаний з антагоністами серіалу (Філіп, Анк, Кенго і т. д.);

- «Камен Райдер ООО» (2010—2011): альтруїст Ейджі Хіно отримує від загадкової літаючої руки Анка магічні медалі і пояс, щоб стати Камен Райдером Оузом для боротьби з монстрами Грідами, пробудженими від 800-літнього сну.

Серіал був знову наповнений новими ідеями, зокрема, темами Райдерів і монстрів стали магічні медалі, а кожна форма була заснована на одразу трьох тваринах. Також серіал затвердив ідею з роботами-трансформерами, які допомагають героям. Подібно «W», сюжет використовував метод дилогій, але вже з меншою наскрізністю. Через падаючі рейтинги в другій половині серіалу почали прискорювати і покращувати сюжет, що знову дещо підняло рейтинг. Серіал отримав 48 епізодів. Також під час серіалу вийшов вже восьмий фільм про Ден-О, який зібрав у себе всіх головних Райдерів Сьова і Хейсей періодів, а також 5 персонажів інших токусацу 70-х.

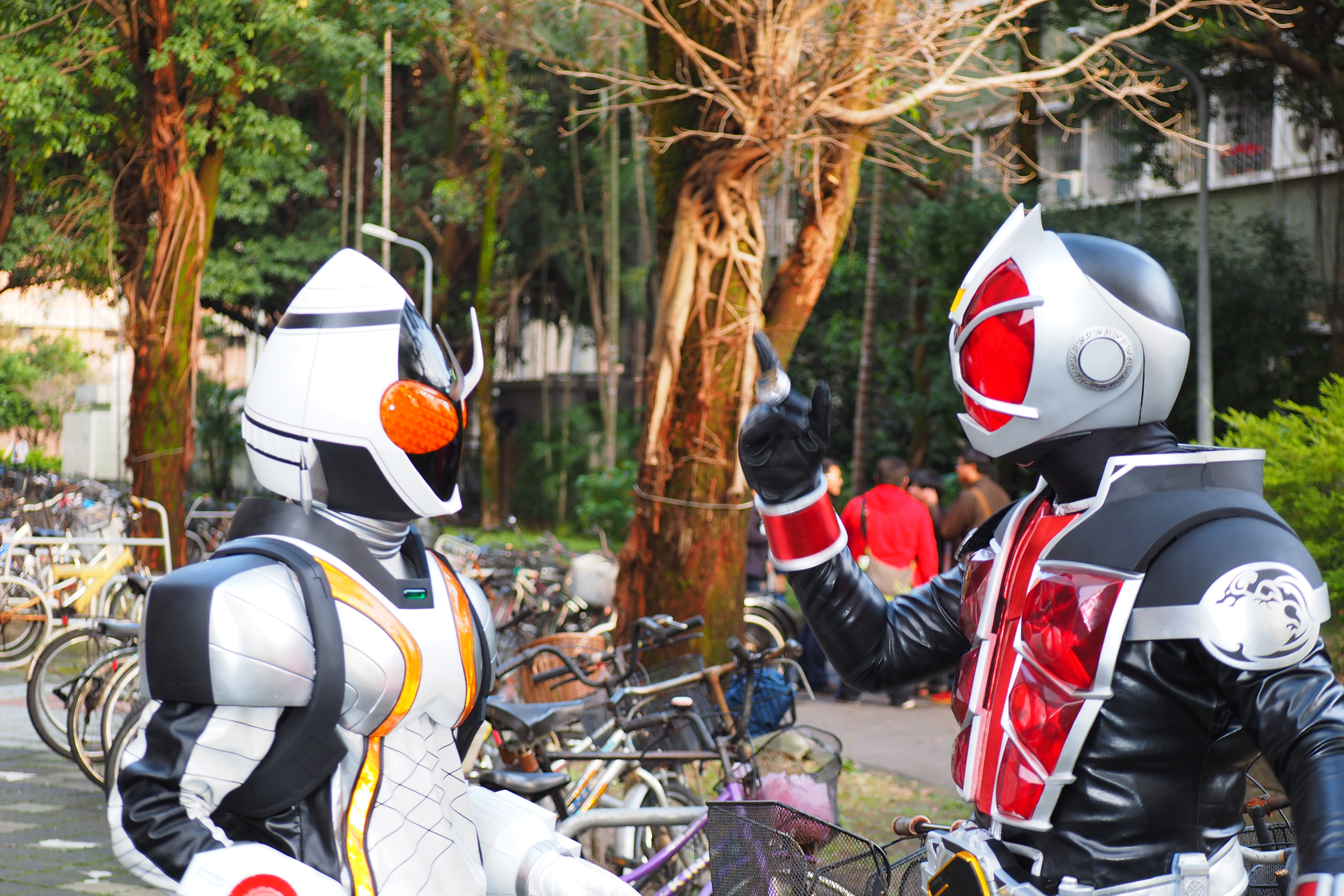
Камен Райдери Форз і Візард (косплей)

- «Камен Райдер Форз» (2011—2012): старшокласник-хуліган Гентаро Кісарагі отримує від однокласника пояс, успадкований від батька, і стає Камен Райдером Форзом, та виявляється єдиним здатним боротися з монстрами Зодіартами, в яких перетворюються інші учні.

Цього разу темою Райдера стала космічна техніка, а монстрів — сузір'я. Вперше з часів Ківи творці не стали показувати вже в перших епізодах кілька нових форм. Райдери серіалу мали досить дитячий «іграшковий» дизайн. Дух серіалу був ще більш комедійним, ніж в «Ден-О», причому тут основний гумор приносив саме головний герой своїм характером і надмірною емоційністю. Рюсей Сакута (Камен Райдер Метеор), навпаки, був серйозним персонажем і вніс в серіал драму. Однак, незважаючи на це, серіал виявився неуспішним, і отримав низькі рейтинги, які зробили його найневдалішим серіалом періоду Хейсей. Всього вийшло 48 епізодів.
- «Камен Райдер Візард» (2012—2013): відьмак Харута Сома, який був використаний в жертвоприношенні для викликання демонів Фантомів, уцілів і отримує від таємничого Білого Мага пояс Візардрайвер, який перетворює його на Камен Райдера Візарда для боротьби з Фантомами.

Джерелом сил тут слугували магічні Персні Чаклунів (англ. Wizard Rings), що активуються дотиком руки з кільцем до пряжки пояса. Починаючись як серіал, схожий за атмосферою з трьома попередніми, незабаром дух серіалу став практично як у «Ківи», тобто компанія Toei дійсно повернула франшизі звичний серйозний дух. Рейтинги серіалу незабаром стали на помітно вищими, ніж у двох попередніх, а магічний сюжет додав серіалу популярності. Також у цьому серіалі з'явився новий Райдер жіночої статі — Камен Райдер Мейджил, яка стала четвертим Райдером серіалу (всього їх було 7). У підсумку успіх серіалу настільки перевершив очікування, що «Камен Райдер Візард» був продовжений до 53 епізодів, ставши на свій час найдовшим серіалом XXI століття. Він закінчився в кінці вересня, в результаті чого прем'єра наступного серіалу була зрушена на жовтень.
Натхненна успіхом «Візарда», Toei вирішила продовжити виробництво серйозних серіалів, але впроваджуючи при цьому незвичайні ідеї.
- «Камен Райдер Ґайм» (2013—2014): в місті Заваме, яким управляє корпорація «Іггдразиль (англ. Yggdrasil Corporation)», серед молоді там прийнято влаштовувати змагання з вуличних танців. Суперечки вирішуються боями маленьких монстрів — Інбессів (англ. Inbess), прикликуваних Насіннями-Замками. Головний герой Кота Казураба, який нещодавно покинув свій танц-клуб, щоб знайти роботу, отримує від загадкової дівчини особливий пояс, який перетворює його на воїна. В цей час Інбесси починають проникати в місто самі по собі і виростати до велетенських розмірів. Кота починає війну з цими монстрами з метою захищати людей і знайти зниклого лідера свого клубу Юю. Положення ускладнюють інші Райдери, які конкурують з Котою в цих битвах, сприймаючи їх як змагання.

Серіал поєднував в собі дві теми: фрукти (швидше плоди, оскільки використовуються також шишка, жолудь і горіх) і самураї. Одна з відмінних рис «Ґайма» — наявність декількох конкуруючих груп Райдерів. Серіал набув серйозності в 20-х епізодах, коли виявляється, що Кота власноручно вбив Юю ще в першому епізоді, коли той став Інбессом, а «Yggdrasil Corporation» за допомогою Райдерів намагається врятувати світ, якому залишилося існувати щонайбільше 10 років.
Попри заплутаний сюжет, поділений на кілька арок, неординарних персонажів та напружений фінал, серіал отримав дещо менші рейтинги за попередника. Тривав 47 епізодів.
- «Камен Райдер Драйв» (2014—2015): Шінноске Томарі, офіцер поліції, який втратив на одному з завдань напарника, переходить у Спеціальний відділ поліції. Цей відділ займається незвичайними випадками, за якими, як пізніше з'ясовується, стоять загадкові електронні істоти Роідмуди. В експериментальному поліцейському автомобілі під назвою «Трідорон» Шінноске виявляє пояс, який мимоволі робить його Камен Райдером Драйвом, здатним дати відсіч Роідмудам.

Сценаристом став Ріку Санджо, вже відомий роботою над «Камен Райдер W».В цьому серіалі активно використовувався персональний автомобіль Драйва, який забезпечував зміну режимів Райдера за допомогою спеціальних шин і атаки, в тому числі традиційний «Райдер Кік». Тривав 48 епізодів.
- «Камен Райдер Ґоуст» (2015—2016): Такеру Тенкуджі, батько якого був мисливцем на привидів і помер 10 років тому, отримує підписану батьком таємничу посилку і гине від нападу привидів. Однак, він повертається у світ живих загадковим відлюдником, котрий доручає йому боротися з привидами, користуючись магічним поясом та сферами Айконами (англ. Eyecon), в яких містяться душі видатних осіб. Такеру мусить за 99 днів знайти ще 15 Айконів, інакше помре назавжди. В своїх пригодах він дізнається, що привиди є прибульцями зі світу Ґанма. Принц цього світу прагне створити «досконалий» світ чистої логіки, для чого планує захопити наш.

Тривав серіал 50 епізодів.
- «Камен Райдер Амазони» (2016): жертви експериментів фармакологічної корпорації з часом перетворюються на людоїдних чудовиськ амазонів. Але з-поміж них є й ті, що намагаються побороти свій голод і захистити людей від інших амазонів. Такими постають хворий і відлюдькуватий Харука Міцузава та зухвалий і грубий Джін Такаяма, володарі поясів, що дозволяють контролювати їхню силу.

Заснований на «Камен Райдер Амазон» 1974 року. На відміну від інших серіалів франшизи 2010-х, які мають значну частку комічності, «Амазонс» мав похмуру атмосферу, криваві сцени і орієнтувався на дорослу аудиторію. Було заплановано 13 епізодів, а згодом стало відомо, що серіал продовжиться на другий сезон навесні 2017, таким чином ставши першим серіалом «Камен Райдер» з більш ніж одним сезоном.
Другий сезон стартував 7 квітня 2017. Події відбуваються через кілька років, коли більшість Амазонів знищено. Несподівано чудовиська набувають здатності заражати інших людей, перетворюючи їх на Амазонів. Головними героями є син Джіна на ім'я Чіхіро та штучно для боротьби з Амазонами вирощена дівчина Ю. Як і попередній сезон, отримав 13 епізодів.
- «Камен Райдер Екс-Ейд» (2016—2017): інтерн Ходжо Ему, незібраний, проте відважний і вірний справі порятунку людей, дізнається про нову хворобу. Віруси баґстери, що існують як в реальному, так і цифровому світі, вражають людей. Проте лікарня Ходжо виявляється експериментальним центром боротьби з ними. Перетворюючись на супергероїв, лікарі здатні лікувати заражених у згенерованих ігрових рівнях.

Тривав 45 епізодів.
- «Камен Райдер Білд» (2017—2018): події розгортаються в альтернативній Японії, що була розділена на три частини артефактом «Скринька Пандори», доставленим десять років тому на Землю з Марса. Головного героя, фізика Сенто Кірію, який страждає на амнезію, наймає Інститут передової фізики матерії Тоуто для вивчення артефакта. Паралельно Сенто бореться проти чудовиськ, створених корпорацією «Фауст», з метою захистити людей і дізнатися своє минуле.

Тривав 49 епізодів.
- «Камен Райдер Зі-О» (2018—2019): школяра Соґу Токіву розшукують прибульці з антиутопічного майбутнього, де Соґа став тираном. Дівчина Цукойомі прагне завадити йому перетворитися на лиходія, тоді як її товариші-повстанці хочуть вбити юнака. Тим часом проявляє себе організація, котра створює чудовиськ на основі героїв минулого. Токіва береться протистояти їм, користуючись особливим годинником з майбутнього, щоб перетворюватися на Їздця в Масці Зі-О.

Це останній серіал епохи Хейсей. Його темою є самі Їздці в масці, на яких може перетворюватися головний герой.

### Рейва
- «Камен Райдер Нуль-Один» (2019—2020): Японія процвітає завдяки технологічним розробкам корпорації Hiden Intelligence, зокрема роботам HumaGear. Проте організація кібер-терористів «MetsubouJinrai.net» зламує роботів, здійснюючи з їх допомогою злочини та руйнування. Уряд створює підрозділ A.I.M.S. (Artificial Intelligence Military Service) для протистояння цій загрозі. Голова Hiden Intelligence гине і його онук Аруто Ґайден, згідно заповіту, мусить замінити його, попри мрію стати коміком. Він отримує костюм для боротьби з роботами, що перетворює його на Їздця в масці Нуль-Один[26].

Тривав 45 епізодів, не рахуючи спеціальних епізодів.
- «Камен Райдер Сейбер» (2020—2021): серіал засновано на казках і легендах. В давнину чудовиська меґіди викрали магічну Велику книгу, що в ході міжусобиць була розділена на частини, сховані по світу. В наш час організація Сворд оф Лоґос прагне зібрати книгу докупи. В центрі боротьби організації та Меґідів опиняється молодий власник книгарні та письменник Тоума Каміяма, котрого один з уривків Великої книги наділяє здатністю перетворюватися на супергероя[28].

- «Камен Райдер Рівайс» (2021—2022): секта Дедменів прагне воскресити диявола, пробуджуючи внутрішніх демонів у людях. Їй протистоїть організація «Фенікс», яка розробила пристрій «Рівайс» для приборкання демонів і поставлення їх на службу людям. Але Іккі Ігарасі вчиняє по-особливому, уклавши договір зі своїм внутрішнім демоном Вайсом. Вони об'єднують зусилля, кожен для своїх цілей, щоб разом битися з Дедменами як супергерої Реві та Вайс[29].
- «Камен Райдер Джитс» (2022—2023): у грі на виживання під назвою «Desire Grand Prix» потрібно захищати місто від ворогів, званих Джямато. Нагорода в ній — «право втілити в життя ідеальний світ». Всі учасники отримують жетони для перетворення на воїнів у обладунках. Студент Кейва Сакурай та впливовець Неон Курама опиняються втягненими до гри[30].
- «Камен Райдер Ґотчард» (2023—2024): Хотаро Ічіносе — учень середньої школи Фурасу, який випадково потрапляє в таємну школу для учнів-алхіміків. Він отримує від алхіміка на ім'я Фуґа Кудо пояс і завдання зібрати Хімії, штучні форми життя, які були випущені десять років тому і можуть зливатися з людьми в монстрів Мальгам[31].
- «Камен Райдер Ґавв» (2024—2025): перший сезон, темою якого є їжа. Шома Стомач тікає зі Світу ґранутів у Японію та починає боротьбу проти своїх родичів-злочинців, які перетворюють людей на солодощі. Шома ж володіє поясом, який навпаки переробляє солодощі на чарівних помічників ґочізо, що перетворюють його на Камен Райдера Ґавва[32].

## Фільми та спеціальні епізоди

### Сьова
- Ґо ґо Камен Райдер (1971) [театральна версія епізоду 13 «Камен Райдера»]
- Камен Райдер проти Шокера (1972)
- Камен Райдер проти Посла Пекла (1972)
- Камен Райдер V3: Фільм (1973) [театральна версія епізоду 2 «Камен Райдера V3»]
- Камен Райдер V3 проти мутантів Дестрона (1973)
- Камен Райдер X: Фільм (1974) [театральна версія епізоду 3 "Камен Райдера X]
- П'ять Райдерів проти Кінгдарка (1974)
- Камен Райдер Амазон: Фільм (1975) [театральна версія епізоду 16 «Камен Райдера Амазон»]
- Камен Райдер Стронґер: Фільм (1975) [театральна версія епізоду 7 «Камен Райдера Стронґер»]
- Всі разом! Сім Камен Райдерів (1976)
- Безсмертний Камен Райдер. Спеціальний епізод (1979)
- Камен Райдер Фільм: 8 Райдерів проти Короля Галактики (1980)
- Камен Райдер Супер-1: Фільм (1981)
- Народження 10-ого! Камен Райдери всі разом! (1984)
- Це Камен Райдер Black (1987)
- Камен Райдер Black: Поспішай до Оніґашіми (1988)
- Камен Райдер Black: Жахливо! Фантомний будинок Перевалу Диявола (1988)
- Kamen Rider 1 через RX: Великий збір (1988)
- Камен Райдер: Їдучи по всьому світу (1989)
- Шин Камен Райдер: Пролог (1992): Повнометражний півторагодинний фільм жахів, який вийшов у січні 1992-го року. Місцевий Райдер, людина-цвіркун Шін (ім'я також дослівно означає «новий», «справжній»), бився без мотоцикла і жорстоко розправлявся з ворогами. Таке трактування Райдера надзвичайно сильно відрізнялося від звичного.
- Камен Райдер ZO (1993): Шотаро Ісіноморі продовжував свої експерименти, в січні 1993-го року випустив ще один художній фільм, цього разу одногодинний[33] У цьому кіно присутнє набагато більш традиційне трактування Їздця у Масці, було переглянуто сюжет і якість його виконання. У результаті фільм, який сюжетно нагадував американський бойовик «Термінатор 2: Судний день», мав успіх.
- Ультрамен проти Камен Райдера (1993): Квітневий спеціальний епізод, де Камен Райдер 1 зразка був збільшений для спільної битви з Ультраменом. Він пройшов практично непоміченим, а спроба пов'язати цих супергероїв загалом провалилася[34][35].
- Камен Райдер J (1994): 45-хвилинний фільм, який вийшов у січні. Незважаючи на незвичайний містичний сюжет і застосування комп'ютерних ефектів, картина не мала успіху попереднього фільму. Причини крилися в тому, що Камен Райдер J був майже повною копією Камен Райдера ZO, а ідея збільшити Райдера у фінальній битві до розмірів, більш звичних шанувальникам «Ультрамена» та «Супер Сентай», виявилася неуспішною.
- Камен Райдер Варлд (1994)

### Хейсей
- Камен Райдер Кууґа: Перша мрія Нового року (2000)
- Камен Райдер Аґіто: Проєкт G4 (2001)
- Камен Райдер Аґіто. Спеціальний епізод: Нова трансформація (2001)
- Камен Райдер Рюкі. Спешал: 13 їздців (2002)
- Камен Райдер Рюкі. Фільм: Фінальний епізод (2002)
- Камен Райдер 555 (Файз): Утрачений рай (2003)
- Камен Райдер Блейд. Фільм: Утрачений туз (2004)
- Камен Райдер Хібікі. Фільм: Хібікі і 7 хронік війни (2005)
- Камен Райдер Перший (2005): Випущений до 35-ї річниці франшизи. Ця півторагодинна картина являла собою ремейк історії двох найперших Райдерів у сучасному антуражі, оновленому стилі та з претензією на реалістичність. Картина викликала великий інтерес і мала великі збори. Примітно те, що самих Райдерів тут називали не Райдерами, а Хопперами (кониками).
- Камен Райдер Кабуто. Фільм: Любов до швидкості (2006): На відмінну від серіала, фільм був навпаки зустрінутий позитивно за чіткий сюжет і нові характери старих героїв. Він являв собою альтернативну історію серіалу і одночасно приквел до нього[36].
- Камен Райдер Ден-О: Я, народився!... (2007)

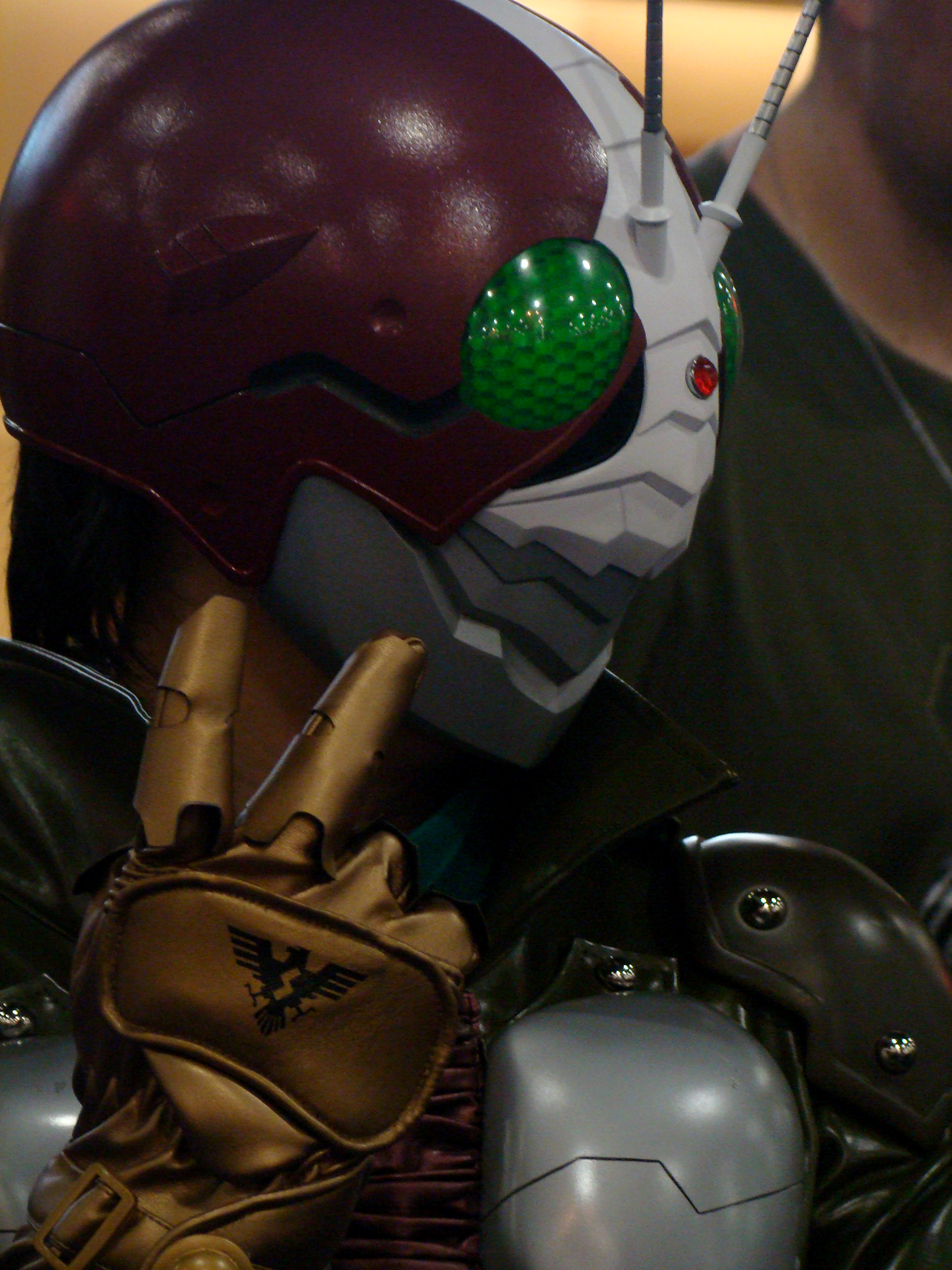
Косплей Їздця в масці V3

- Камен Райдер The Next (2007): Римейк серіалу про Камен Райдера V3, але на першому місці все одно були перші два Їздці. Маючи хороші касові збори, фільм був жорстоким похмурим фільмом жахів.
- Камен Райдер Ден-О & Ківа. Фільм: Клімакс коп (2008): Задля підвищення рейтингу було вирішено зробити кросовер між «Ден-О» та «Ківою», який сюжетно був сіквелом серіалу і повертав майже всіх старих героїв у дію.
- Камен Райдер Ківа & Ден-О: ДенЛайнер, в космос! (2008)
- Камен Райдер Ківа. Фільм: Король пекельного замку (2008)
- Сараба Камен Райдер Ден-О. Фільм: Фінальний відлік (2008): Після успіху «Клімакс коп», творці були змушені випустити новий фільм, який, як вказувала назва, мав стати останнім. Протягом того ж 2008-го року вийшло кілька коротких аніме про Імажінів, HD-перевидання серіалу, а також багато супутніх товарів.
- Камен Райдер Чо Ден-О & Декейд нового покоління. Фільм: Бойовий корабель Оніґашіма (2009): Фільм про Ден-О, в якому взяли участь герої серіалу про Декейда. Фільм знову мав значний успіх і сюжетно знаходився між 15-м і 16-м епізодами «Декейда».
- Камен Райдер Декейд. Фільм: усі Райдери проти Дай-Шокера (2009): Фільм до серіалу про самого Декейда, який зібрав всіх головних Камен Райдерів з усіх серіалів і фільмів (крім альтернативних перших трьох), а також там був показаний Камен Райдер Дабл, персонаж наступного серіалу. Фільм зібрав величезну касу. Сюжет розкривав минуле Декейда і включав альтернативного Місячну Тінь і нову форму Кууґи.
- Камен Райдер × Камен Райдер W (Дабл) & Декейд: кіновійна 2010 (2009)
  - Камен Райдер Декейд: Фінальна частина
  - Камен Райдер W (Дабл): Біґінс найт
  - Movie-війна 2010
- Камен Райдер G (2009): Короткий телефільм, випущений «Toei» у зв'язку з 50-річчям каналу «TV-Asahi», який в напівпародійному стилі обігравав штампи Камен Райдерів.
- Камен Райдер × Камен Райдер × Камен Райдер. Фільм: трилогія Чо Ден-О (2010)
  - Епізод червоний: Зоряна пісня Зеро
  - Епізод синій: Відправлений Імаджин Неотрал
  - Епізод жовтий: Скарб де Енд Піратів
- Камен Райдер: Страшний план глобального потепління (2010)
- Камен Райдер W (Дабл) назавжди: AtoZ/Ґайя Меморі долі (2010)
- Камен Райдер × Камен Райдер Ос × W та Скалл: кіновійна core (2010)
  - Камен Райдер Скалл: Послання Даблу
  - Камен Райдер ООО (Оз): Бажання Нобунаґи
  - Кіновійна core
- ООО, Ден-О, всі Райдери: вперед, Камен Райдери (2011)
- Камен Райдер Оз Чудовий. Фільм: Шоґун і 21 Коа Медаль (2011)
- Камен Райдер × Камен Райдер Форз & Оз: кіновійна мегамакс (2011)
  - Початок: Бийтеся! Легендарні Сім Райдерів
  - Камен Райдер Оз: Воскресіння Анкха, Медалі майбутнього, і провідна надія
  - Фууто: Змова розширюється: Галантний! Камен Райдер Джокер
  - Камен Райдер Форз: Надешіко, спускайся
  - Кіновійна мегамакс: Збирайтеся! Воїни слави
- Камен Райдер × Супер Сентай: Війни супергероїв (2012)
- Камен Райдер Форз The Movie: Всі! Давайте відчуємо Всесвіт! (2012)
- Камен Райдер × Камен Райдер Візард & Форз: Movie-війна алтімейтум (2012)
- Камен Райдер 3D-бетл from Ґанбарайд (2012)
- Камен Райдер × Супер Сентай × Учу Кейдзі: Війни супергероїв Z (2013)
- Камен Райдер Форз & Учу Кейдзі Ґаван: Захищайте диск золота! (2013)
- Камен Райдер Візард. Фільм: у чарівній землі (2013)
- Камен Райдер × Камен Райдер Ґайм & Візард: Доленосна кінобитва сенґоку (2013)
  - Камен Райдер Візард: Обіцяне місце
  - Камен Райдер Ґайм: королівська битва Сенґоку!
- Хейсей Райдер проти Сьова Райдера: Війна Камен Райдера feat. Супер Сентай (2014)
- Камен Райдер Ґайм: Велика битва футболу! Кубок золотих фруктів! (2014)
- Камен Райдер × Камен Райдер Драйв & Ґайм: Кіновійна на повну котушку (2014)
- Війни супергероїв гран-прі: Камен Райдер 3 (2015)
- Камен Райдер Драйв: Дивуюче майбутнє (2015)
- Камен Райдер × Камен Райдер Ґоуст & Драйв: Супер кіновійна походження (2015)
- Камен Райдер 1 (2016)
- Камен Райдер Ґоуст Фільм: 100 Айконів і доленосний момент Ґоуста (2016)
- Камен Райдер Хейсей дженерейшенс: Dr. Пак-Мен проти Екс-Ейда і Ґоуста віз ледженд Райдерів (2016)
- Камен Райдер × Супер Сентай: Ультравійни супергероїв (2017)
- Камен Райдер Екс-Ейд Фільм: Справжнє закінчення (2017)
- Камен Райдер Хейсей, фінал покоління: Білд & Екс-Ейд з легендарними Райдерами (2017)
- Камен Райдери Амазони. Сезон 1. Фільм: Пробудження (2018) [компіляція сезону 1 «Камен Райдера Амазони»]
- Камен Райдери Амазони. Сезон 2. Фільм: Реінкарнація (2018) [компіляція сезону 2 «Камен Райдера Амазонс»]
- Камен Райдери Амазони. Фільм: Останній суд (2018)
- Камен Райдер Білд. Фільм: Будь єдиним (2018)
- Камен Райдер покоління Хейсей назавжди (2018)

### Рейва
- Камен Райдер Зі-О: Over quartzer (2019)
- Камен Райдер: Рейва Зе фірст дженерейшен (2019)
- Камен Райдер Ден-О: Прітті Ден-О з'являється! (2020)
- Камен Райдер Зеро-Ван Фільм: Real × Time (2020)
- Камен Райдер Сейбер (Клинок): Мечник-фенікс і Книга Руїни (2020)
- Зеро-Ван Others: Камен Райдер МетсубоДжінрай (2021)
- Камен Райдер Сейбер + Кікай Сентай Зенкайджери: Хроніка війни супергероїв (2021)
- Зеро-Ван Others: Камен Райдер Вулкан & Валкірі (2021)
- Камен Райдер: Поза поколіннями (2021)
- Камен Райдер Сейбер: Тріо глибокого гріха (2022)
- Камен Райдер ООО 10th: Коа Медаль Воскресіння (2022)
- Шин Камен Райдер (2023)

### Ігри

#### Карткові
- Rangers Strike (2006)

#### Відеоігри
- Kamen Rider Battle: Ganbaride (2008)
- Kamen Rider: Climax Heroes (2009)
- All Kamen Rider: Rider Generation (2012)
- Kamen Rider: Battride War (2013)
- Kamen Rider: Battride War II (2014)

## Адаптації

### Таїланд
В 1974, «Chaiyo Productions» випустила серіал «Хануман і п'ять Райдерів». В його виробництві використовувалися кадри з фільму до серіалу «Камен Райдер X» під назвою «П'ять Райдерів проти Кінгдарка».

### Тайвань
З 1975 по 1976, «Tungstar Company Limited in Taiwan» створила серію фільмів «Супер Райдер»:
- «Супер Райдер V3» (1975) [на основі «Камен Райдер V3»]
- «П'ять Супер Райдерів» (1976) [на основі «Камен Райдер X»]
- «Супер Райдери» (1976) [на основі «Камен Райдер проти Шокера» і «Камен Райдер проти Посла Пекла»

### США
- «Райдер у масці» (1995—1996): У 1995 «Saban» створила дитячий серіал «Райдер у масці» після досить успішної адаптації «Кіорю Сентай Зюренджер» як «Могутні Рейнджери» і «Металевий герой» як «VR-десант» та «Бітлборґи». Він являв собою адаптацію 9-го серіалу — «Камен Райдер Black RX». Крім того, використовувалися деякі кадри з пізніших фільмів: «Камен Райдер ZO» і «Камен Райдер J». В Японії практично всі шанувальники оригінального «Камен Райдер» поставилися до цього серіалу вкрай негативно. Шотаро Ісіноморі публічно заявив, що шкодує про те, що «дозволив спотворити» свій серіал і надалі порвав усі зв'язки з «Saban».

У США серіал також не мав успіху, що стало очевидно в травні 1996-го року після закінчення показу 1-го сезону. У результаті восени того ж року були поспішно показані 13 епізодів з 2-го сезону, які встигли зняти до цього часу, і серіал було закрито без логічного завершення. Тим не менш «Маскед Райдер» спонукав американських глядачів до зацікавлення японським оригіналом.
- «Камен Райдер: лицар-дракон» (2008—2009): У 2006 почалася робота над новим американським серіалом «Камен Райдер: лицар-дракон», заснованому на «Камен Райдер Рюкі». Він був орієнтований на більш дорослу аудиторію, тому мав місцями похмуру атмосферу і складний сюжет. Наприкінці 2008-го року відбулася перед-прем'єра першого епізоду, а в січні 2009-го стартував повний телевізійний показ. Окрім США «Камен Райдер: Дреґон Найт» транслювався в Бразилії, Мексиці і Венесуелі.

Серіал показувався і в самій Японії, де був продубльований японськими акторами, багато з яких самі грали в «Камен Райдер Рюкі», або інших японських токусацу.
Американський канал CW4Kids вирішив не показувати у себе два фінальних епізоди (39 і 40), а лише виклав їх на своєму сайті, пояснивши своє рішення низькими рейтингами. 26 грудня, на епізоді 38, серіал офіційно закінчився на каналі, хоча не закінчився сюжетно. Проте глядачі зустріли серіал дуже позитивно.

## Вплив
- На честь франшизи та першого виконавця ролі Їздця в Масці названо два астероїди: 12796 Kamenrider і 12408 Fujioka[39].